# ウズベキスタンの湖沼一覧
ウズベキスタンの湖沼の一覧。
- アラル海
- アイダール湖

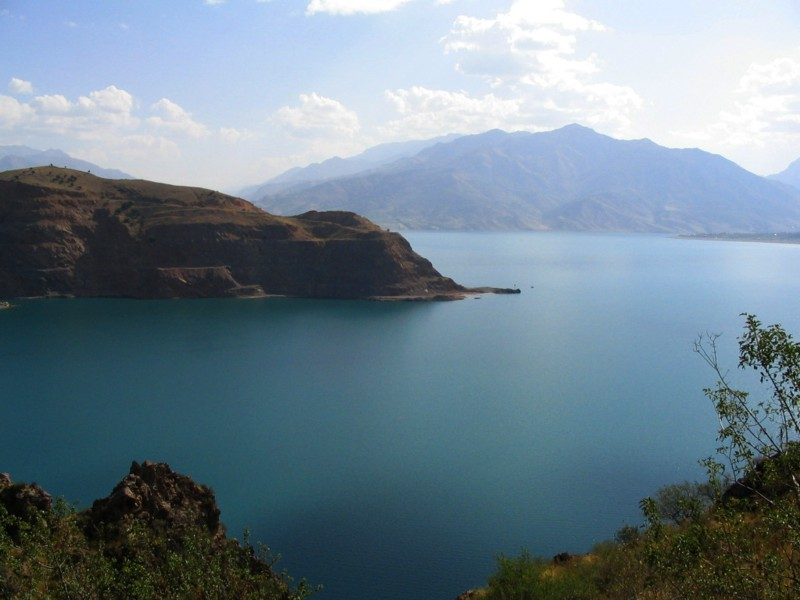
タシュケント州にある人造湖、チャルヴァク湖

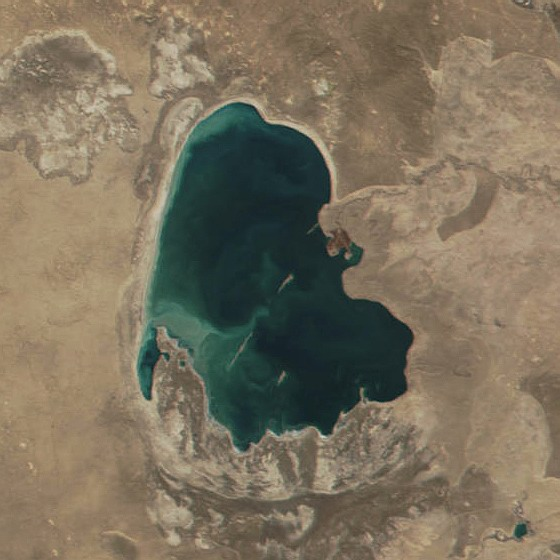
トルクメニスタンとの国境に位置するサリカミシュ湖、2001年12月

- チャルヴァク湖 (Charvak Lake)
- サリカミシュ湖 (Sarykamysh Lake)
- トゥズカン湖 (Tuzkan Lake)
- アクチャカル湖 (Akchakol Lake)
- アルナサイ湖 (Arnasay Lakes)
- アヤズカラ湖 (Ayazkala Lake)
- バタカル湖 (Batakol Lake)
- カラテレン湖 (Karateren Lake)
- トゥダクル湖 (Tudakul Lake)
- ズィリティバス湖 (Zhyltyrbas Lake)
- タリマルジャン貯水湖（ドイツ語版）